# Phrynobatrachus ukingensis
Espèce
Synonymes
- Arthroleptis ukingensis Loveridge, 1932

Statut de conservation UICN

 LC  : Préoccupation mineure
Phrynobatrachus ukingensis est une espèce d'amphibiens de la famille des Phrynobatrachidae.

## Répartition
Cette espèce se rencontre au Malawi et dans le sud de la Tanzanie,.

## Description
L'holotype de Phrynobatrachus ukingensis, une femelle adulte, mesure 18 mm. Son dos est olive taché de petits points brun sale et parcouru par une ligne longitudinale claire allant du museau jusqu'à l'anus. Sa face ventrale est translucide.

## Étymologie
Son nom d'espèce, composé de uking[a] et du suffixe latin -ensis, « qui vit dans, qui habite », lui a été donné en référence au lieu de sa découverte, les monts Ukinga en Tanzanie.

## Publication originale
- Loveridge, 1932 : New Reptiles and Amphibians from Tanganyika Territory and Kenya Colony. Bulletin of the Museum of Comparative Zoology, vol. 72, p. 374-387 (texte intégral).